# Road House (film, 2024)
Ne doit pas être confondu avec Road House.
Pour plus de détails, voir Fiche technique et Distribution.
Road House ou Bar routier au Québec est un film américain réalisé par Doug Liman, sorti en 2024. Il s'agit d'un remake du film homonyme sorti en 1989. Jake Gyllenhaal reprend le rôle principal tenu par Patrick Swayze dans le film de Rowdy Herrington.
Présenté au festival South by Southwest, le film est ensuite diffusé sur Prime Video. Il reçoit des critiques globalement mitigées.

## Synopsis
Ancien combattant poids moyens à l’UFC, Elwood Dalton erre de ville en ville pour faire des combats clandestins. Sa réputation le précède et il gagne l'un d'eux sans même combattre. Il est approché par Frankie, qui est la propriétaire d'une boîte de nuit des Keys en Floride, The Road House. Confrontée à une clientèle de plus en plus violente, la jeune femme veut l'engager comme videur. D'abord réticent, Dalton finit par accepter. Il se rend à Glass Key en bus, sa voiture ayant été détruite par un train. À peine arrivé, il fait la connaissance de Charlie, une adolescente qui s'occupe de la librairie familiale avec son père Stephen. Dalton se présente ensuite au Road House. Il commence dès le premier soir à sortir des clients violents et alcoolisés et commence à former le personnel présent. Frankie lui permet par ailleurs de séjourner dans l'ancien bateau de son oncle, The Boat.
Un soir, Dalton affronte un gang de motards mené par Dell. Il les envoie tous au tapis mais, grand gentleman, les accompagne à l'hôpital le plus proche. Il y fait la connaissance d'une ravissante docteur, Ellie, avec laquelle il se rapproche. En parallèle, il apprend de la bouche de Ben, un vieil homme habitant également sur un bateau, que Dalton a du gêner certaines personnes des Keys, sûrement des trafiquants. Dalton apprend que ces voyous travaillent pour l'homme d'affaires véreux Ben Brandt. Ce dernier est issu d'une famille très riche. Son père, en prison, continue à contrôler son empire malgré tout. Dalton se fait également menacer par le shérif du comté de Monroe, qui n'est autre que le père d'Ellie. Ben Brandt se rend au Road House pour provoquer Dalton. Il insiste fortement sur le combat à l'UFC dans lequel Dalton a tué son adversaire, qui était en plus un ami, et dont Dalton revoit sans cesse des images en cauchemars.
Tout va se compliquer davantage lorsque le père de Ben Brandt fait appel à Knox, un caïd ultra-violent, psychotique et incontrôlable, pour éliminer Dalton. Certains sbires de Brandt s'en prennent par ailleurs à Charlie et Stephen et à leur boutique. Un violent affrontement a lieu au Road House entre Knox et Dalton. Très touché, le second songe à abandonner et en parle à Frankie. Cette dernière lui apprend que Brandt cherche à racheter la boîte de nuit pour en faire un hôtel de luxe. Finalement, Dalton décide de rester et commence par venger Charlie et Stephen en s'en prenant à Vince, l'homme de main qui a brûlé la librairie. En se débarrassant du corps de Vince sur la plage, il assomme l'un des adjoints du shérif qui devait remette de l'argent à Brandt. Dalton subtilise la valise. Le lendemain, le shérif vient le voir et lui explique que Brandt a fait kidnapper Ellie. Dalton vole le bateau de l'ex-petit-ami d'Ellie pour se rendre sur le yacht de Brandt, sans apporter l'argent. Sur le navire, il retrouve le shérif qui lui avoue être un associé de Brandt. Mais ce dernier lui révèle qu'il a réellement kidnappé sa fille. Alors que Knox approche du yacht, Dalton déclenche un explosif et parle chercher Ellie, alors que l'eau pénètre la coque.
Dalton s'enfuit dans un bateau pneumatique et attaqué par Knox. Il parvient à lui échapper en sautant sur le bateau sur lequel fuit Ben Brandt. Ellie et Dalton sautent alors que Ben s'écrase sur la côte. Knox est également parvenu à regagner le rivage à la nage. Ben attaque ensuite Dalton avec un harpon. Knox s'en prend ensuite violemment. Un combat intense a lieu entre les deux hommes. Alors que Dalton est à terre, Ben Brandt pousse Knox à l'achever. Agacé, il lui brise la nuque et reprend le combat contre le videur.
Alors que Knox est vaincu, Ellie et son père arrivent au Road House. Le shérif lui demande de partir et qu'il le couvrira. Frankie et ses employés se lancent ensuite dans la remise en état de l'établissement, alors que des clients commencent déjà à arriver. En attendant son bus, Dalton regarde la librairie, elle aussi en reconstruction. Il fait ses adieux à Charlie et à son père, qui découvre après son départ que Dalton lui a laissé l'argent de la rançon.
Scène post-générique
Knox s'échappe, à moitié nu, de l'hôpital.

## Fiche technique
Sauf indication contraire, les informations mentionnées dans cette section peuvent être confirmées par la base de données cinématographiques IMDb,  présente dans la section « Liens externes ».
- Titre original et français : Road House
- Titre québécois : Bar routier[1]
- Réalisation : Doug Liman
- Scénario : Anthony Bagarozzi et Charles Mondry, d'après une histoire de Anthony Bagarozzi, Chuck Mondry et R. Lance Hill, d'après le scénario original de David Lee Henry
- Musique : Christophe Beck
- Direction artistique : María Fernanda Muñoz
- Décors : Greg Berry
- Costumes : Dayna Pink
- Photographie : Henry Braham
- Montage : Doc Crotzer
- Production : Joel Silver

Producteurs délégués : Aaron Auch, Jonathan Hook et Alison Winter
- Sociétés de production : Metro-Goldwyn-Mayer et Silver Pictures
- Société de distribution : Amazon MGM Studios
- Budget : 85 millions dollars[2]
- Pays de production :  États-Unis
- Langue originale : anglais
- Format : couleur — 2.39:1 — son Dolby Digital
- Genre : action
- Durée : 114 minutes
- Dates de sortie[3] : 
  - États-Unis : 8 mars 2024 (festival South by Southwest)
  - Monde : 21 mars 2024 (Prime Video)

## Distribution
- Jake Gyllenhaal (VF : Rémi Bichet ; VQ : Martin Watier) : Elwood Dalton
- Daniela Melchior (VFB : Audrey D'Hulstère ; VQ : Célia Gouin Arsenault) : Ellie
- Conor McGregor (VFB : Nicolas Matthys ; VQ : Louis-Philippe Dandenault) : Knox
- Billy Magnussen (VFB : Pierre Lognay ; VQ : Alexandre Bacon) : Ben Brandt
- Jessica Williams (VF : Déborah Claude ; VQ : Marie-Evelyne Lessard) : Frankie
- B. K. Cannon (en) (VQ : Ludivine Reding) : Laura
- Joaquim de Almeida (VFB : Martin Spinhayer) : le shérif
- Post Malone : Carter
- Lukas Gage (VFB : Maxym Anciaux ; VQ : Joakim Lamoureux) : Billy
- Dominique Columbus : Reef
- Arturo Castro (VF : Benjamin Gasquet ; VQ : Nicholas Savard L'Herbier) : Moe
- J. D. Pardo (VFB : Emmanuel Dell'Erba ; VQ : Christian Perrault) : Dell
- Beau Knapp : Vince
- Hannah Love Lanier (VFB : Aaricia Dubois ; VQ : Anaïs Cadorette-Bonin) : Charlie
- Kevin Carroll (en) (VFB : Jean-Michel Vovk) : Stephen
- Bob Menery : Jack
- Darren Barnet : Sam
- Travis Van Winkle : Dex
- Jay Hieron (en) : Jax « Jetway » Harris
- Bruce Buffer : lui-même
- Daniel Cormier : lui-même

Version française dirigée par Raphaël Anciaux, d'après une adaptation des dialogues de François Vidal et Thierry Olieu.[réf. nécessaire]

## Production

### Genèse et développement
En septembre 2015, Metro-Goldwyn-Mayer avait déjà tenté de développer un remake du film Road House avec Ronda Rousey dans le rôle principal et avec Nick Cassavetes comme réalisateur-scénariste.
Le projet est relancé en 2021 par le studio, cette fois avec Jake Gyllenhaal en vedette et Doug Liman à la mise en scène. Le projet est cependant réellement officialisé à l'été 2022 après le rachat de la MGM par Amazon Studios. Daniela Melchior, Billy Magnussen sont annoncés ainsi que le pratiquant d'arts martiaux mixtes Conor McGregor pour ses débuts au cinéma,. Plus tard, la distribution s'étoffe avec les arrivées de Joaquim de Almeida, Darren Barnet, Kevin Carroll ou encore J. D. Pardo.

### Tournage
Le tournage débute en août 2022 et a lieu en République dominicaine,,. En mars 2023, Jake Gyllenhaal tourne une scène avec Jay Hieron (en), ancien combattant de l'UFC, lors du UFC 285 à la T-Mobile Arena de Las Vegas, notamment avec la présence de Dana White.

### Musique
Volker Bertelmann devait initialement composer la musique du film. Cependant, en janvier 2024, il est annoncé qu'il a quitté le projet et qu'il sera remplacé par Christophe Beck.

## Sortie et accueil

### Dates de sortie
Le film est présenté en avant-première le 8 mars 2024 dans le cadre du festival South by Southwest.

### Boycott du réalisateur
En janvier 2024, le réalisateur Doug Liman annonce qu'il boycotte la promotion de son propre film, notamment pour sa présentation au festival South by Southwest, en raison de nombreux désaccords avec le studio Amazon, qui possède désormais la Metro-Goldwyn-Mayer. Amazon aurait notamment congédié le producteur Joel Silver et poussé à utiliser l'intelligence artificielle pour achever le film malgré la grève SAG-AFTRA. Le cinéaste déclare notamment : « Amazon fait du mal aux films, et pas seulement au mien. Si je ne les dénonce pas, qui va le faire ? ». Il ajoute que cela prive l'acteur Jake Gyllenhaal d'une éventuelle nomination à l'Oscar du meilleur acteur : « alors que c'est un rôle clé de sa carrière, il était né pour jouer ce personnage. Mais encore une fois, ma crainte va au-delà de mon propre film. Ce genre de décision pourrait représenter ce que va devenir l'industrie dans les décennies à venir. »

### Critique
Sur le site d'agrégation de critiques Rotten Tomatoes, le film obtient 59% d'avis favorables, pour 203 critiques et une note moyenne de 5,5⁄10. Le consensus suivant résumé les avis collectés : « Road House met à jour un classique culte pour une nouvelle génération, reproduisant avec bonheur l'accent mis par l'original sur les muscles ringards plutôt que sur les cerveaux narratifs. » Sur le site Metacritic, qui utilise une moyenne pondérée, le film obtient la note de 57⁄100 pour 46 critiques.
En France, le site Allociné propose une note moyenne de 2,8⁄5 basée sur 11 titres de presse.

### Audience
Road House génère plus de 50 millions de visionnages sur Prime Video dans le monde, au cours de ses deux premiers week-ends de diffusion. En mai 2024, le film a attiré plus de 80 millions de téléspectateurs.

## Projet de suite
En mars 2024, Jake Gyllenhaal exprime son envie de faire un deuxième film. Deux mois plus tard, la suite est officiellement  annoncée par la PDG d'Amazon MGM Studios, Jennifer Salke. Elle déclare notamment : « Comme nous l'avons vu ce printemps, le monde est devenu fou pour un petit film intitulé Road House. Près de 8 millions de spectateurs dans le monde ont regardé ce film. Nous aimons regarder ces scores comme un bébé. » En avril 2025, le nom de Guy Ritchie est évoqué pour le poste de réalisateur. En juillet 2025, Guy Ritchie quitte finalement projet, toujours en cours d'écriture.